# Discografia degli Afterhours
La discografia degli Afterhours, gruppo musicale alternative rock italiano, è costituita da 11 album in studio, due album dal vivo, tre raccolte, tre EP e 19 singoli, pubblicati tra il 1987 e il 2019.

## Album

### Album in studio
| Anno | Album |
| ---- | --- |
| 1988 | All the Good Children Go to Hell - Pubblicato: luglio 1988 - Etichetta: Toast Records - Formati: LP           |
| 1990 | During Christine's Sleep - Pubblicato: 1990 - Etichetta: Vox Pop                                              |
| 1993 | Pop Kills Your Soul - Pubblicato: 1993 - Etichetta: Vox Pop                                                   |
| 1995 | Germi - Pubblicato: 1995 - Etichetta: Vox Pop - Formati: CD, musicassetta, LP                                 |
| 1997 | Hai paura del buio? - Pubblicato: 1997 - Etichetta: Mescal - Formati: CD, musicassetta, LP                    |
| 1999 | Non è per sempre - Pubblicato: 1999 - Etichetta: Mescal                                                       |
| 2002 | Quello che non c'è - Pubblicato: 5 aprile 2002 - Etichetta: Mescal                                            |
| 2005 | Ballate per piccole iene - Pubblicato: 15 aprile 2005 - Etichetta: Mescal                                     |
| 2008 | I milanesi ammazzano il sabato - Pubblicato: 2 maggio 2008 - Etichetta: Universal                             |
| 2012 | Padania - Pubblicato: 17 aprile 2012 - Etichetta: Germi - Formati: CD, download digitale                      |
| 2016 | Folfiri o Folfox - Pubblicato: 10 giugno 2016 - Etichetta: Germi - Formati: 2 CD, 2 vinili, download digitale |

### Album dal vivo
| Anno | Album                                                                                             |
| ---- | ------------------------------------------------------------------------------------------------- |
| 2001 | Siam tre piccoli porcellin - Pubblicato: 2001 - Etichetta: Mescal - Formati: 2 CD                 |
| 2019 | Noi siamo Afterhours - Pubblicato: 25 gennaio 2019 - Etichetta: Universal - Formati: 2 CD + 1 DVD |

### Raccolte
| Anno | Album                                                                                          |
| ---- | ---------------------------------------------------------------------------------------------- |
| 2008 | Cuori e demoni (non autorizzata) - Pubblicato: 3 ottobre 2008 - Etichetta: EMI                 |
| 2012 | The Best Of (non autorizzata) - Pubblicato: 2012 - Etichetta: EMI                              |
| 2017 | Foto di pura gioia - Antologia 1987-2017 - Pubblicato: 17 novembre 2017 - Etichetta: Universal |

### Album video
| Anno | Album |
| ---- | --- |
| 2007 | Non usate precauzioni/Fatevi infettare (1985-1997) - Pubblicato: 9 febbraio 2007 - Etichetta: Virgin-EMI |
| 2007 | Io non tremo (1997-2006) - Pubblicato: 15 maggio 2007 - Etichetta: Virgin-EMI                            |
| 2014 | Hai paura del buio? il film - Pubblicato: 2014 - Etichetta: Feltrinelli Real Cinema                      |
| 2019 | Noi siamo Afterhours - Pubblicato: 25 gennaio 2019 - Etichetta: Universal                                |

## Extended play
| Anno | Album                                                                                          |
| ---- | ---------------------------------------------------------------------------------------------- |
| 1991 | Cocaine Head - Pubblicato: 1991 - Etichetta: Vox Pop                                           |
| 2008 | Le sessioni ricreative - Pubblicato: 24 aprile 2008 - Etichetta: Universal                     |
| 2012 | Meet Some Freaks on Route 66 - Pubblicato: 29 febbraio 2012 - In allegato con la Repubblica XL |

## Singoli
| Anno | Titolo                            | Album di provenienza                                                        |
| ---- | --------------------------------- | --------------------------------------------------------------------------- |
| 1987 | My Bit Boy                        | /                                                                           |
| 1995 | Dentro Marilyn                    | Germi                                                                       |
| 1996 | Ossigeno                          | Germi                                                                       |
| 1997 | Voglio una pelle splendida        | Hai paura del buio?                                                         |
| 1998 | Male di miele                     | Hai paura del buio?                                                         |
| 1998 | Sui giovani d'oggi ci scatarro su | Hai paura del buio?                                                         |
| 2000 | La verità che ricordavo           | Non è per sempre                                                            |
| 2000 | Bianca                            | Non è per sempre                                                            |
| 2002 | Sulle labbra                      | Quello che non c'è                                                          |
| 2002 | Quello che non c'è                | Quello che non c'è                                                          |
| 2003 | La gente sta male                 | Quello che non c'è                                                          |
| 2004 | Gioia e rivoluzione               | /                                                                           |
| 2005 | Ballata per la mia piccola iena   | Ballate per piccole iene                                                    |
| 2008 | È solo febbre                     | I milanesi ammazzano il sabato                                              |
| 2008 | Pochi istanti nella lavatrice     | I milanesi ammazzano il sabato                                              |
| 2008 | Riprendere Berlino                | I milanesi ammazzano il sabato                                              |
| 2008 | Musa di nessuno                   | I milanesi ammazzano il sabato                                              |
| 2009 | Il paese è reale                  | Afterhours presentano: Il paese è reale (19 artisti per un paese migliore?) |
| 2012 | La tempesta è in arrivo           | Padania                                                                     |
| 2012 | Padania                           | Padania                                                                     |

## Altro
- 2002 - Afterhours versus Verdena - allegato alla rivista Tutto Musica di marzo 2002
- 2009 - Afterhours presentano: Il paese è reale (19 artisti per un paese migliore?) (Casasonica)
- 2009 - Domani 21/04.2009 (Sugar Music) - singolo benefico con AA.VV. sotto il nome Artisti Uniti per l'Abruzzo
- 2009 - Adesso è facile - Manuel Agnelli scrive il pezzo eseguito in duetto con Mina.

## Videografia
| Anno | Titolo                            | Regista/i                            |
| ---- | --------------------------------- | ------------------------------------ |
| 1990 | Shadowplay                        |                                      |
| 1995 | Dentro Marilyn                    | Fabrizio Trigari                     |
| 1997 | Germi                             |                                      |
| 1997 | Ossigeno                          |                                      |
| 1998 | Voglio una pelle splendida        |                                      |
| 1998 | Male di miele                     | Fabrizio Trigari                     |
| 1998 | Sui giovani d'oggi ci scatarro su | Fabrizio Trigari                     |
| 1999 | Non è per sempre                  | Fabrizio Trigari                     |
| 1999 | Baby fiducia                      | Jansen Nannini                       |
| 2000 | Bianca                            | Carlo Tombola                        |
| 2000 | La verità che ricordavo           | Diego Zane                           |
| 2001 | La sinfonia dei topi              | Carlo Tombola                        |
| 2002 | Quello che non c'è                | Vittorio Badini Confalonieri         |
| 2002 | Non sono immaginario              | Beniamino Catena                     |
| 2004 | Gioia e rivoluzione               | Guido Chiesa                         |
| 2005 | La vedova bianca / White Widow    | Donato Sansone                       |
| 2008 | È solo febbre                     | Graziano Staino                      |
| 2008 | Pochi istanti nella lavatrice     | Graziano Staino                      |
| 2008 | Riprendere Berlino                | Massimiliano Bartolini, Mr. Maciunas |
| 2008 | Musa di nessuno                   | Graziano Staino, Roberto Schoepflin  |
| 2008 | I milanesi ammazzano il sabato    | Graziano Staino                      |
| 2009 | Il paese è reale                  | Cosimo Alemà                         |
| 2012 | La tempesta è in arrivo           | Marco Pianigiani                     |
| 2012 | Padania                           | Graziano Staino                      |
| 2013 | Spreca una vita                   | Graziano Staino                      |
| 2014 | Veleno (feat. Nic Cester)         | Mattia Amadori                       |
| 2016 | Non voglio ritrovare il tuo nome  | Giacomo Triglia                      |
| 2016 | Se io fossi il giudice            | Federico Brugia                      |
| 2017 | Bianca (feat. Carmen Consoli)     | Cosimo Alemà                         |